# Белојарски
Белојарски (рус. Белоярский) град је у Русији у Хантији-Мансији. Према попису становништва из 2010. у граду је живело 20283 становника.

## Становништво
| 1970. | 1979. | 1989.  | 2002.  | 2010.  |
| ----- | ----- | ------ | ------ | ------ |
| 400   | 7.542 | 20.534 | 18.721 | 20.283 |